# Lutherviertel
Altchemnitz, Chemnitz-Lutherviertel – dzielnica miasta Chemnitz w Niemczech, w kraju związkowym Saksonia. 